# Estrellas de novela
Estrellas de novela —después llamado como Estrellas, el show—, fue un reality show de actuación emitido a través de la señal de Azteca Trece, en 2003, buscaba a los nuevos actores (hombre y mujer), presentado por Silvia Navarro, que tiempo después fue sustituida por la presentadora Rocío Sánchez Azuara, debido a un accidente doméstico, además de los resúmenes diarios también fue sustituida por la también presentadora Anette Cuburu. El programa cambió de nombre debido a bajos niveles de audiencia, así como del formato original Protagonistas de novela.
Inició el 28 de septiembre de 2003, luego de la terminación de Homenaje a y culminó el 30 de noviembre del mismo año.
Los ganadores fueron Emmanuel Orenday de Aguascalientes y Cynthia Hernández de Guerrero.

## Concepto y dinámica
33 aspirantes representan a las 32 entidades federativas de México, así como uno de Estados Unidos —que haya nacido en México y sea hispanohablante— son desafiados para ser elegidos entre los 20 participantes a competir por ser los ganadores.
De los 20 participantes en la competencia, 4 son nominados, 2 entre ellos y 2 por parte del jurado, de los cuales uno sale de la competencia.

## Director y jurado
El director de la casa-estudio fue el productor y director de telenovelas Luis Vélez.
El jurado estuvo conformado por los actores Mariana Gajá y Humberto Zurita, además del mismo director Luis Vélez.

## Producción
Originalmente iba a ser estrenado a mediados de 2002, pero debido al gran éxito que estaba obteniendo el reality show de canto La Academia se tuvo que posponer hasta nuevo aviso.
El 28 de septiembre de 2003, fue estrenado oficialmente en la señal de Azteca Trece.
Fue grabado en los foros de TV Azteca Ajusco.
El programa modificó de nombre a Estrellas, el show, a partir de la tercera semana, debido a bajos niveles de audiencia, incluidas las dinámicas, (a excepción de las eliminaciones), así como musicales por parte de invitados y de los mismos participantes.
La producción del programa se dividió en dos.
En la última emisión, el programa cambió a su formato original, dando a los ganadores.

## Participantes
| Concursante         | Residencia       |
| ------------------- | ---------------- |
| Arlette Castellanos | Chiapas          |
| Alejandro Medina    | San Luis Potosí  |
| Brisia Villareal    | Chihuahua        |
| César Ramos         | Estado de México |
| Cristian Herrera    | Michoacán        |
| Cynthia Hernández   | Guerrero         |
| Daniela López       | Querétaro        |
| Emmanuel Orenday    | Aguascalientes   |
| Gabriela Quiroga    | Monterrey        |
| Grase Nathalie      | Veracruz         |
| Gustavo Luján       | Durango          |
| Humberto Garza      | Tamaulipas       |
| Jorge Luis Moreno   | Sonora           |
| Luis Mendoza        | Oaxaca           |
| Marco Binicio       | Ciudad de México |
| Marycarmen Espinosa | Quintana Roo     |
| Rocío Adame         | Baja California  |
| Rogelio Luna        | Estados Unidos   |
| Wendy Braga         | Yucatán          |
| Yahana García       | Jalisco          |

#### Ganadores y finalistas[11]
| Lugar | Concursante       | Residencia       | Resultado              |
| ----- | ----------------- | ---------------- | ---------------------- |
| 1º    | Emmanuel Orenday  | Aguascalientes   | Ganadores (1.er lugar) |
| 1º    | Cynthia Hernández | Guerrero         | Ganadores (1.er lugar) |
| 2º    | Jorge Luis Moreno | Sonora           | 2º lugar               |
| 2º    | Daniela López     | Querétaro        | 2º lugar               |
| 3º    | Marco Binicio     | Ciudad de México | 3º lugar               |
| 3º    | Grase Nathalie    | Veracruz         | 3º lugar               |

### Invitados
- Evangelina Elizondo[1]
- Yahir[1]
- Myriam Montemayor[1]
- Erika Alcocer Luna[1]
- Safri Duo[12]
- Nadia[13]
- Ari Telch[13]
- Miguel Ángel Chapital[14]